# سياسة خارجية

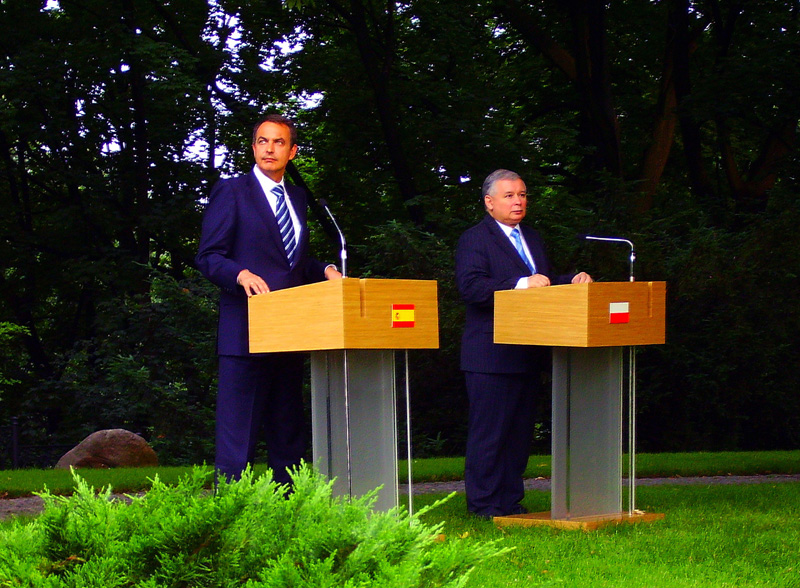

السياسة الخارجية مصطلح سياسي يعني كل ما يتعلق بعلاقات الدولة الخارجية، الدبلوماسية مع البلدان الأخرى، سواءً كانت مجاورة أو غير مجاورة. وفي أغلب البلدان والأمم تهتم وزارة الخارجية بتنظيم هذه السياسة.هي إحدى فعاليات الدولة التي تعمل من خلالها لتنفيد اهدافها في المجتمع الدولي وتعتبر الدولة الوحدة الاساسية في المجتمع الدولي وهي المؤهلة لممارسة السياسة الخارجية بما تملكه من سيادة وإمكانية مادية وعسكرية يعرفها بلاندوا ولتون انها منهج تخطيط للعمل يطوره صانعي القرار في الدولة تجاه الدول أو الوحدات الدولية الأخرى بهدف تحقيق اهداف محددة في اطار المصلحة الوطنية وهناك خمسة عوامل محددة للسياسة الخارجية قي أي دولة وهما الموقع الجغرافى وعدد السكان والموارد الطبيعية والقوة العسكرية والمعنوية وأخيرا النظام الداخلى للدولة
السياسة الخارجية هي ( مجموعة الأعمال التي يقوم بها جهاز متخصص لدولة لتسيير علاقاتها مع دول أخرى أو أطراف دولية أخرى) ويقصر ها البعض علي علاقاتها السياسية بين الدول .ونستنتج من ذلك
هي جزء من السياسة العامة لهذه الدولة أو الشكل الذي تسير به دولة علاقاتها مع دول أخرى، فدراسة السياسة الخارجية تقتصر علي ظاهر القرار سياسي للدول الخاص بعلاقاتها الخارجية وتعاونها الدولي
دون أن تشمل علاقات الدولية بكاملها
صناعة السياسة الخارجية يقصد بصنع السياسة الخارجية تحويل الهدف العام للدولة إلى قرار محدد. و السياسة الخارجية للدولة هي من صنع أفراد وجماعات يمثلون الدولة ويعرفون بصناع القرارات. لذا فصناعة قرارات السياسة الخارجية يمكن أن تدرس في ضوء التفاعل بين متخذي أو صناع القرارات وبيئتهم الداخلية.
إن ما يميز قرارات السياسة الخارجية عن بقية القرارات هي أنها تخضع لتفاعل فريد من نوعه ألا وهو التفاعل بين البيئة الداخلية والخارجية وما يحتويه ذلك التفاعل من ضغوط مختلفة ومتعارضة.
وأن عملية صناعة القرار الخارجي تختلف من دولة إلى أخرى حسب تركيبة النظام السياسي للدولة. إلا أنه رغم هذا الاختلاف في النظم السياسية للدول فإن هناك أصولاً مشتركة في صنع السياسة الخارجية. فبغض النظر عن طبيعة النظام السياسي يشارك في صناعة القرار الخارجي عدد من الأجهزة الحكومية والتي عادة ما يكون لها مفاهيم ومواقف مختلفة. . . إلا انه خلال عملية صناعة القرار تقلل التناقضات بين الأجهزة المختلفة وتقرب وجهات النظر بقدر الإمكان. . .
عموماً يمكن أن نميز بين مجموعتين تساهمان في صنع السياسة الخارجية. المؤسسات الحكومية والمؤسسات غير الحكومية. المؤسسات الحكومية تتمثل بالسلطة التنفيذية وما يتبعها من أجهزة فرعية مثل الوزارات والمؤسسات العامة، وكذلك السلطة التشريعية وما تشمله من لجان مختلفة. أما المؤسسات غير الحكومية فهي تشمل الأحزاب السياسية، وجماعات المصالح، والإعلام، والرأي العام.
http://vb.arabsgate.com/showthread.php?t=492727
السياسة الخارجية بطبيعة الحال بيئة متجددة تواكب الأحداث والتفاعلات التي يشهدها النظام العالمي على المستويات السياسية، والاستراتيجية، والاقتصادية، والاجتماعية، والثقافية. عليه، يمكن القول بأن السياسة الخارجية للدول تتغير وتتكيف باستمرار مع التغييرات الخارجية والداخلية على حد سواء. وكلما تقاعست الدول في تكييف سياساتها الخارجية مع التغييرات البيئية المحيطة، كلما زادت الفجوة التي تفصلها عن العالم الخارجي، الأمر الذي يضفي سمة العزلة أو الشذوذ عما هو مألوف في إطار الجماعة الدولية
http://www.libya-al-mostakbal.org/news/clicked/19355
وفي السياسة الخارجية على وجه التحديد فالتخطيط يمكن الدولة من توقع التطورات المستقبلية وتوفير الأدوات اللازمة للتعامل مع تلك التطورات ومن ثم فهو يقلل من حالة عدم اليقين التي تميز السياسة الخارجية بحيث لا يفاجأ صانع السياسة الخارجية بمواقف جديدة ليس مستعدا للتعامل معها.
بالإضافة إلى أن سياسة الدول الخارجية تغدو قائمة على الفعل أكثر من رد الفعل وقد زادت أهمية تخطيط السياسة الخارجية في فترة ما بعد الحرب العالمية الثانية، ذلك أن تطور العلاقات الدولية في تلك الفترة تميزت بظهور وتعاظم ظاهرة الاعتماد المتبادل وينصرف الاعتماد المتبادل إلى حالة من الترابط بين وحدات النسق الدولى تتميز بكثافة المعاملات بين وحدات النسق الدولى وتوازنها النسبى ويتسم الاعتماد المتبادل في النسق الدولى الراهن بعدة خصائص أساسية أهمها 1ـ زيادة عدد وتنوع قضايا السياسة الخارجية:
ويقصد بذلك ظهور قضايا جديدة في أجندة السياسة الخارجية للدول، كقضايا الطاقة، والموارد البيئية، واستعمال الفضاء الخارجى والسكان، بحيث لم تعد تلك الأجندة مقصورة على قضايا الأمن العسكرى والصراع الإقليمى.
2 ـ تزايد الأهمية النسبية للقضايا الاقتصادية وتدهور الأهمية النسبية للقضايا العسكرية:
فمن بين القضايا الجديدة التي ظهرت في أجندة السياسة الخارجية، أصبحت القضايا الاقتصادية تمثل القضايا المركزية في تلك الأجندة، مقابل ذلك، فقد تدهورت أهمية القضايا المتعلقة بالأمن العسكرى، ويرتبط بذلك أن القوة العسكرية لم تعد هي الأساس الوحيد أو حتى الرئيسى للقوة وإنما أصبحت القوة الاقتصادية وغيرها من أشكال القوة تشكل عناصر هامة في القوة السياسية فالدول المنتجة للبترول تمارس دورا كبيرا في العلاقات الدولية رغم أنها لا تتمتع بقوة عسكرية هامة كذلك، فمع تعدد وتشابك قضايا السياسة الخارجية ظهرت قضايا يصعب التعامل معها بالقوة العسكرية، كقضايا تلوث البيئة، والإرسال المباشر بالأقمار الصناعية أضف إلى ذلك أن توازن الرعب الدولى وتشابك القضايا والمصالح الدولية جعل من احتمال اللجوء إلى القوة العسكرية أمرا غير وارد في كثير من نواحى العلاقات الدولية ومن ثم، تدهورت أهمية القوة العسكرية كأداة لتنفيذ أهداف السياسة الخارجية بصفة عامة وبالمقابل زادت أهمية الأدوات الاقتصادية لتنفيذ أهداف السياسة الخارجية.
3 ـ تسييس السياسة الخارجية:
فلم تعد السياسة الخارجية مجرد ظاهرة مرتبطة ـ بالسياسة العليا High Politics ومعزولة عن المؤثرات الاجتماعية المتباينة، وازداد اهتمام الجماعات الداخلية المختلفة بقضايا السياسة الخارجية، لأن تلك السياسة أصبحت تؤثر بشكل مباشر على مصالح تلك الجماعات بعبارة أخرى، أصبحت السياسة الخارجية جزءا لا يتجزأ من العملية السياسية التي تميز السياسات الأخرى في المجتمع.
4 ـ ظهور وحدات دولية جديدة:
ذلك أنه نتيجة لتعدد وتشابك المشكلات الدولية الجديدة، ازدادت الحاجة إلى تسوية تلك المشكلات في إطار جماعى دولى، من خلال إيجاد أطر تنظيمية دولية، ومن ثم، فقد ازدادت أهمية التنظيمات الدولية وأدوات الدبلوماسية الجماعية كمورد من موارد السياسة الخارجية، من خلال توظيفها كمراكز للاتصال الدولى وتبادل المعلومات، كذلك، فقد ظهر دور التنظيمات الحكومية غير العاملة في ميدان السياسة الخارجية بشكل مباشر، كشركات الطيران، وغيرها، وذلك في مجال الاهتمام بالسياسة الخارجية والعمل في الميدان الدولى أدت الخصائص الراهنة لعملية الاعتماد المتبادل إلى تعقيد عملية صياغة السياسة الخارجية بدرجة غير مسبوقة، ومن ثم إلى ظهور الحاجة إلى تخطيط السياسة الخارجية، فقد ادى ظهور قضايا جديدة على أجهزة صنع السياسة الخارجية لمتابعة تلك القضايا ولتوفير الخبرات الفنية اللازمة للتعامل معها، والتعامل مع الأجهزة الحكومية الأخرى المهتمة بتلك القضايا كذلك أصبح على أجهزة صنع السياسة الخارجية أن تتعامل في بعض الأحيان مع القوى السياسية الداخلية للحصول على تأييدها للخيارات التي تدافع عنها تلك الأجهزة
.http://digital.ahram.org.eg/articles.aspx?Serial=216695&eid=306
7